# Elli Ochowicz
Elizabeth (Elli) Ochowicz (Waukesha, Wisconsin, 15 december 1983) is een Amerikaans langebaanschaatsster. Ze is de dochter van de Amerikaanse Olympisch schaatskampioene Sheila Young (goud op de Spelen in 1976) en de wielrencoach Jim Ochowicz.
Ochowicz is gespecialiseerd in de korte afstanden (500 en 1000 meter). Ze won diverse malen de 500 meters tijdens de wereldbekerwedstrijden, maar altijd in de B-groep. Ze deed mee aan de Olympische Winterspelen van 2002 in Salt Lake City, 2006 in Turijn en 2010 in Vancouver, maar kon telkens geen hoge ogen gooien.

## Persoonlijke records
| Afstand    | Tijd    | Datum             | Baan           |
| ---------- | ------- | ----------------- | -------------- |
| 500 meter  | 37,74   | 11 december 2009  | Salt Lake City |
| 1000 meter | 1.14,97 | 13 december 2009  | Salt Lake City |
| 1500 meter | 2.00,33 | 29 december 2009  | Salt Lake City |
| 3000 meter | 4.25,88 | 22 september 2012 | Salt Lake City |
| 5000 meter | 7.52,34 | 31 december 2012  | Salt Lake City |

## Resultaten
| Jaar | WK Sprint | WK Afstanden       | Olympische Spelen  | WK Junioren           |
| ---- | --------- | ------------------ | ------------------ | --------------------- |
| 2000 | 24e       |                    |                    | 16e                   |
| 2001 |           |                    |                    | 16e                   |
| 2002 | 18e       |                    | 22e 500m           |                       |
| 2003 |           |                    |                    | NC26 5e achtervolging |
| 2004 | 16e       | 16e 500m dq 1000m  |                    |                       |
| 2005 | 21e       | 15e 500m 15e 1000m |                    |                       |
| 2006 | 26e       |                    | 23e 500m 32e 1000m |                       |
| 2007 | 14e       | 16e 500m           |                    |                       |
| 2008 | 13e       | 15e 500m 20e 1000m |                    |                       |
| 2009 |           | 13e 500m 20e 1000m |                    |                       |
| 2010 |           |                    | 17e 500m 26e 1000m |                       |